# Музей на виното (Демир Капия)
Музеят на виното (на македонска литературна норма: Музеј на виното) е музей в град Демир Капия, Северна Македония, посветен на винарството.

## Местоположение
Разположен е в двора на Основно училище „Димче Ангелов Габерот“. Намира се в центъра на града, на улица „Маршал Тито“.

## История
Музеят отваря врати на 7 ноември 2010 година на тържество, ръководено от кмета на общината. Музеят е посветен на винарството, тъй като Демир Капия се намира в региона Тиквеш, където винарството е разпространен поминък.

## Отделения
В музея има археологическа галерия, винарска галерия, художествена галерия и историческа галерия на 120 m2 изложбена площ. Археологическите находки са от Просек и другите археологически обекти от околността, винарската отразява хилядолетната винена култура на Тиквеш, в художествената има зала за презентации.